# Mon siècle
Mon siècle (titre original : Mein Jahrhundert), écrit par Günter Grass en 1999, au moment où il reçoit le prix Nobel de littérature, est un roman en 100 courts récits, qui, année après année, de 1900 à 1999, décrit par touches impressionnistes l'ensemble du XXe siècle, d'un point de vue essentiellement allemand.

## Structure
Presque chaque histoire est racontée par une personne différente allant de l'ouvrière à la chaîne jusqu'au docteur en biologie, en passant par Günter Grass lui-même.
Il est impossible de résumer cette fresque, variée tant du point de vue des sujets, que du style ou que du locuteur.

## Événements
Des lieux, des événements ou des personnages connus, de Hitler à Willy Brandt jusqu'à Steffi Graf, sont fréquemment évoqués.
- 1935 : construction des autoroutes allemandes
- 1951 : une ouvrière de République démocratique allemande écrit à Volkswagen
- 1985 : une grand-mère téléspectatrice
- 1991 : la guerre du Golfe vue par deux téléspectateurs de CNN
- 1995 : Love Parade à Berlin

Toutefois, certains de ces récits forment un sous-ensemble rendu plus cohérent par un même narrateur : première et seconde guerre mondiale, mouvements étudiants, souvenirs personnels de Günter Grass, etc.

## Annexe
En allemand, Mein Jahrhundert fait echo, au strict plan sonore, avec Hundejahre (Les Années de chien), un de ses romans précédents, faisant partie de la trilogie de Dantzig, surtout connue pour Le Tambour, porté à l'écran.

## Adaptations
Une adaptation pour le théâtre a été montée par Horst Königstein pour le Thalia-Theater de Hambourg